# Radkovice u Hrotovic
Pour les articles homonymes, voir Radkovice.
Radkovice u Hrotovic (en allemand : Qualisch) est une commune du district de Třebíč, dans la région de Vysočina, en République tchèque. Sa population s'élevait à 331 habitants en 2025.

## Géographie
Radkovice u Hrotovic se trouve à 8,7 km à l'est-sud-est du centre de Jaroměřice nad Rokytnou, à 18,5 km au sud-est de Třebíč, à 47 km au sud-est de Jihlava, à 46 km à l'ouest-sud-ouest de Brno et à 90 km au sud-est de Prague.
La commune est limitée par Jaroměřice nad Rokytnou et Myslibořice au nord, par Krhov, Bačice et Litovany à l'est, par Biskupice-Pulkov et Rozkoš au sud, et par Příštpo à l'ouest.

## Histoire
La première mention écrite de la localité date de 1252.

## Transports
Par la route, Radkovice u Hrotovic se trouve à 11 km de Jaroměřice nad Rokytnou, à 20,5 km de Třebíč, à 58 km de Jihlava, à 61,5 km de Brno et à 189 km de Prague.